# ネクロマンス
『ネクロマンス』は、堂本裕貴による日本の少年漫画。講談社の『週刊少年マガジン』にて2019年39号から2020年16号まで連載され、同年3月25日より『マガジンポケット』に移籍連載。

## あらすじ
魔王と相打ちとなった英雄シブキは奇跡的に生き返り、想いを寄せていた仲間の聖女サフィの婚約者となる。しかし、そこでサフィを抱きしめたときに、なぜか聖属性により大火傷を負ってしまう。
仲間の魔術師リコの診断によれば、シブキはアンデッド化しており心臓も止まっているという。それは相打ちになった際に負わされた「魔王の呪い」であり、呪いが残っているという事から、倒したはずの魔王はまだ生きていることが判明する。
一緒に勇者パーティーを組んでいた亡国の王グラジオラス・シルバー、その騎士ビバーナム・グレイと別れ、シブキ・サフィ・リコ達は世界平和のため、そして呪いを解除して再びサフィに触れるため、魔王を探す二度目の旅に出る。

## 登場人物
通称 / 本名の順に掲載。
シブキ / シブキ・レイヴン
本作の主人公。サフィを守って戦う決意をし聖剣の英雄となる。その後魔王を討伐した功績により勇者の称号を得た。17歳。
サフィ / サフィニア・パステル
本作のメインヒロイン。大聖女。15歳。
リコ / リコリス・ルージュ
シブキ、サフィの幼馴染。天才的な魔術師。ビバーナムのことが好き。17歳。
グラジオラス / グラジオラス・シルバー
シブキたちのパーティメンバー。魔王に滅ぼされた国の王。38歳。
ビバーナム / ビバーナム・グレイ
グラジオラスの国の騎士。真面目な性格。20歳。

## 書誌情報
- 堂本裕貴 『ネクロマンス』 講談社〈講談社コミックス〉、既刊5巻 (2021年1月15日現在)
  1. 2019年11月15日発売[講 1]、ISBN 978-4-06-517747-1
  2. 2020年2月17日発売[講 2]、ISBN 978-4-06-518673-2
  3. 2020年5月15日発売[講 3]、ISBN 978-4-06-519129-3
  4. 2020年10月16日発売[講 4]、ISBN 978-4-06-521013-0
  5. 2021年1月15日発売[講 5]、ISBN 978-4-06-522074-0

### 講談社コミックプラス
以下の出典は『講談社コミックプラス』 (講談社) 内のページ。書誌情報の発売日の出典としている。
1. ↑  “ネクロマンス（１）”.   講談社. 2019年11月17日閲覧。
2. ↑  “ネクロマンス（２）”.   講談社. 2020年5月15日閲覧。
3. ↑  “ネクロマンス（３）”.   講談社. 2020年5月15日閲覧。
4. ↑  “ネクロマンス（４）”.   講談社. 2020年10月17日閲覧。
5. ↑  “ネクロマンス（５）”.   講談社. 2022年8月14日閲覧。